# Hermanninmäki
Hermanninmäki (suédois : Hermanstadsbacken) est une section du quartier Hermanni d'Helsinki en Finlande.

## Description
La section Hermanninmäki à une superficie est de 0,68 km2 pour 6 019 habitants.

## Galerie

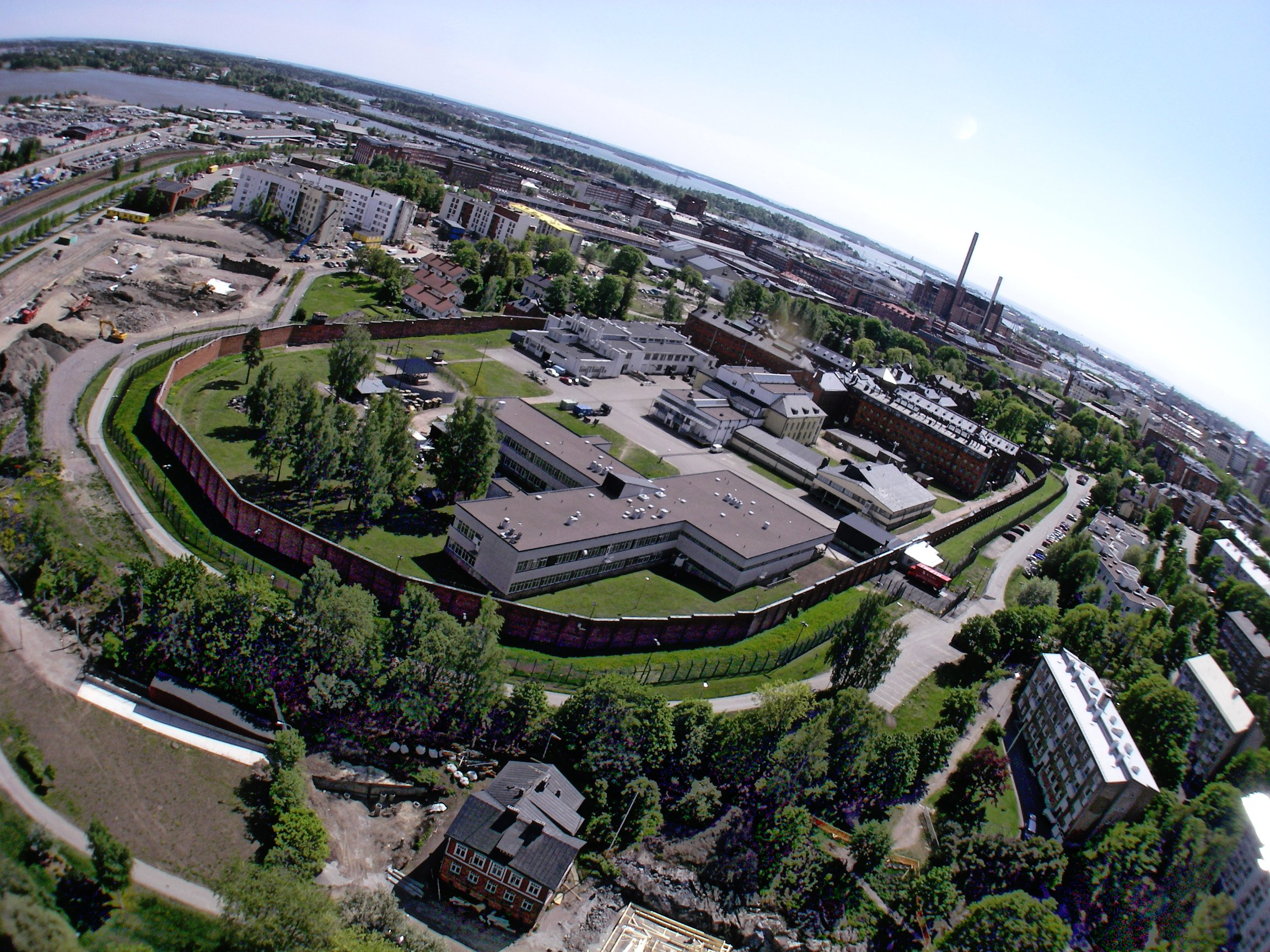
Prison d'Helsinki
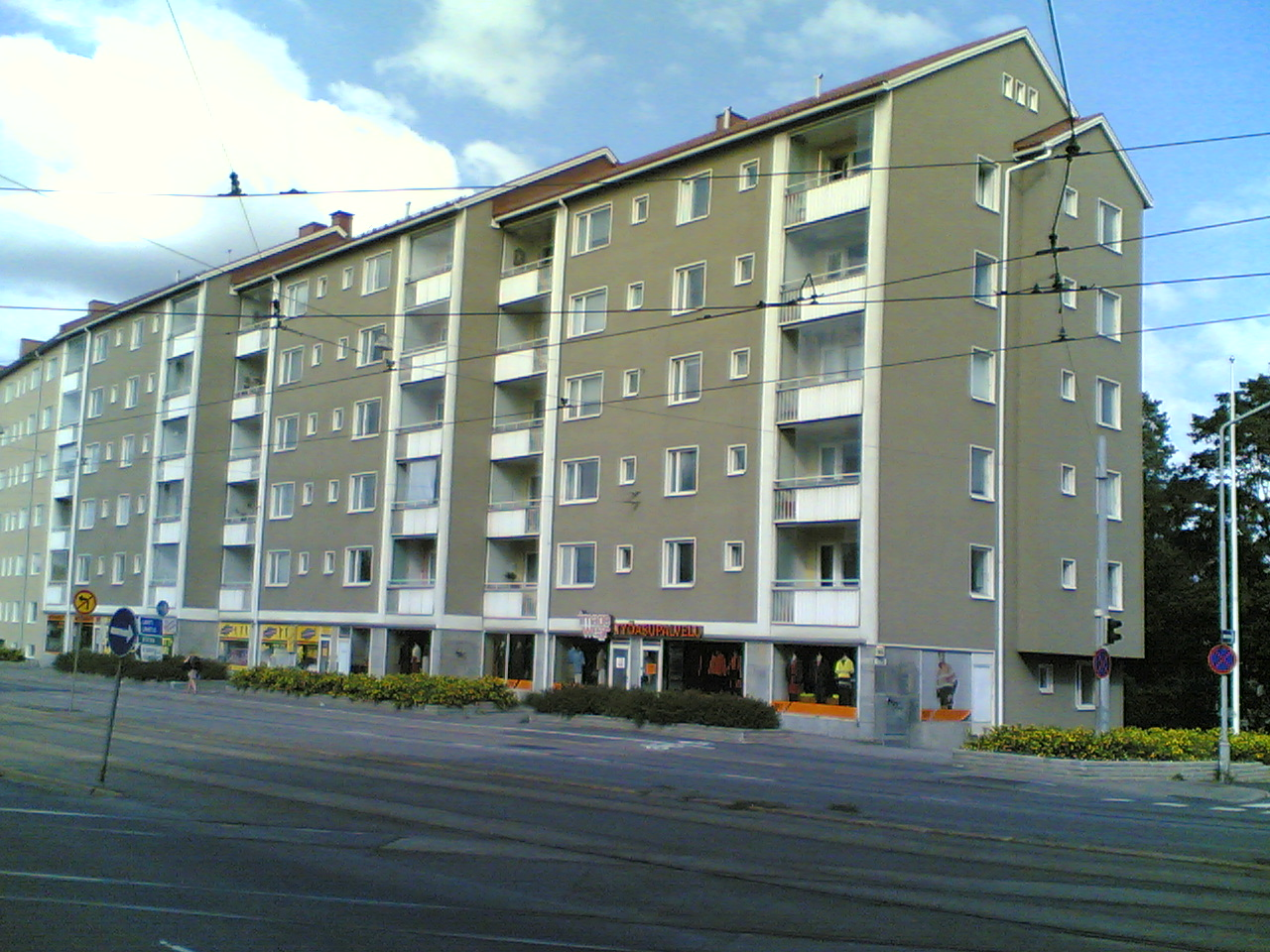
Rue Hämeentie
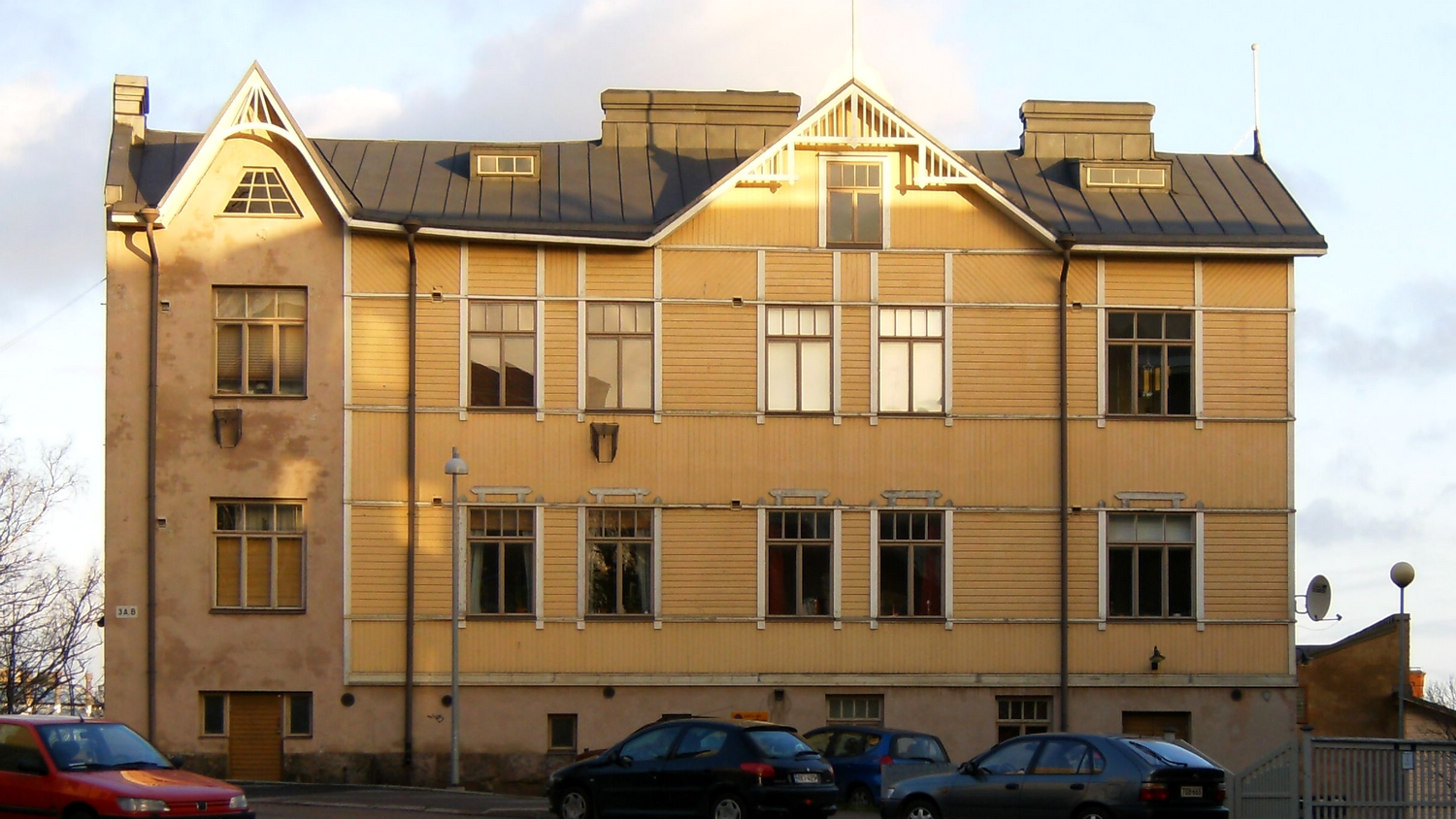
3 rue Vellamonkatu